# EF-484
A EF-484 (Nova Ferroeste) é uma ferrovia de ligação projetada para interligar a região de Dourados (MS) e Cascavel (PR), estendendo-se até a região de Guarapuava (PR), e cuja concessão para a construção e exploração está outorgada à Estrada de Ferro Paraná Oeste S.A (Ferroeste), na forma do Decreto nº 96.913, de 3 e outubro de 1988.
Também é conhecida como Nova Ferroeste, Corredor Ferroviário MS-PR ou Corredor Oeste de Exportação e tem por objetivo o escoamento da produção até o Porto de Paranaguá, no Estado do Paraná.
Atualmente seu traçado consta na relação descritiva das ferrovias do Plano Nacional de Viação, conforme Lei nº 11.772, de 17 de setembro de 2008,e cujo trecho Maracaju-Cascavel, com extensão de 500 km, prevê Postos de Passagem nos municípios de Maracaju (MS), Dourados (MS), Mundo Novo (MS), Guaíra (PR), Toledo (PR) e Cascavel (PR).
O projeto de construção da EF-484 prevê o seu início em Maracaju (MS) e a sua conexão aos trechos Cascavel-Guarapuava já em operação pela Ferroeste, e também prevê a construção do trecho Guarapuava-Paranaguá, que atualmente possui interligação com a EF-277 (trechos Guarapuava-Irati-Ponta Grossa, Eng. Bley, Curitiba, Paranaguá) operado pela Rumo Logística Operadora Multimodal S.A., e que dá acesso ao escoamento pelo Porto de Paranaguá (PR).
A nova ferrovia já possui Estudo de Viabilidade Técnico Operacional, Econômico-Financeira, Ambiental e Jurídico (EVTEA-J)  , elaborado pelo consórcio de TPF-SENER com o propósito de analisar a demanda e avaliar a melhor alternativa de traçado.
A extensão total da ferrovia EF-484 será de aproximadamente 1.150km,  conforme tabela abaixo:
| Trecho                        | Unidades da Federação | Extensão | Postos de Passagem                                                                     |
| Maracaju-Cascavel             | MS - PR               | 500 km   | Maracaju (MS), Dourados (MS), Mundo Novo (MS), Guaíra (PR), Toledo (PR), Cascavel (PR) |
| Cascavel-Guarapuava           | PR                    | 250 km   | Cascavel (PR) e Guarapuava (PR)                                                        |
| Guarapuava-Porto de Paranaguá | PR                    | 400 km   | Guarapuava (PR), Irati (PR), Iguaçu (PR), Paranaguá (PR) e Porto de Paranaguá (PR)     |

A nova ferrovia também será interligada ao ramal da Rumo Malha Oeste (Antiga RFFSA), no município de Maracaju (MS). Assim, o projeto viabilizará o escoamento da produção da Região da Grande Dourados para o Porto de Paranaguá (PR) e para o Porto de Santos (SP).
O projeto ferroviário é visto como estratégico para o desenvolvimento social e econômico de Dourados e as autoridades políticas têm enaltecido a instalação de um terminal logístico no município junto ao Ministério de Infraestrutura.
Em setembro de 2021, o Governo Federal lançou o Programa de Autorizações Ferroviárias (Pró Trilhos), por meio da Medida Provisória 1.065, de 30 de agosto de 2021, autorizando a construção de 76 km de ferrovia entre Maracaju e Dourados, com previsão de investimentos no valor de R$ 2,85 bilhões.

## Ligações
- Nova Ferroeste
- Lista de ferrovias do Brasil